# Ohio Glory
Ohio Glory byl profesionální tým amerického fotbalu, který vznikl v roce 1992 do ligy WLAF, jako náhrada za tým Raleigh–Durham Skyhawks. Tým působil jednu sezónu (v roce 1992) v severoamerické divizi Světové ligy amerického fotbalu, sezónu 1992 zakončil tým s bilancí 1 výhra, 9 porážek. Domácí zápasy tým odehrával na univerzitním stadionu Ohio Stadium.